# Золотодолинское сельское поселение
Золотодолинское се́льское поселе́ние — сельское поселение в Партизанском районе Приморского края.
Административный центр — село Золотая Долина.

## История
Статус и границы сельского поселения установлены Законом Приморского края от 10 ноября 2004 года № 158-КЗ «О Партизанском муниципальном районе»

## Население
| 2010  | 2011  | 2012  | 2013  | 2014  | 2015  | 2016  |
| ----- | ----- | ----- | ----- | ----- | ----- | ----- |
| 3279  | ↗3281 | ↗3291 | ↘3248 | ↘3225 | ↘3211 | ↘3199 |
| 2017  | 2018  | 2019  | 2020  | 2021  |       |       |
| ↗3230 | ↗3243 | ↗3287 | ↘3256 | ↘3105 |       |       |

## Состав сельского поселения
| № | Населённый пункт | Тип населённого пункта       | Население |
| - | ---------------- | ---------------------------- | --------- |
| 1 | Золотая Долина   | село, административный центр | ↘2425     |
| 2 | Перетино         | село                         | ↘574      |

## Местное самоуправление
Администрация
Адрес: 692971, с. Золотая Долина, ул. Центральная, 66. Телефон: 8 (42365) 24-1-39
Глава администрации
- Матвеенко Михаил Иванович